# 옥수수 시럽

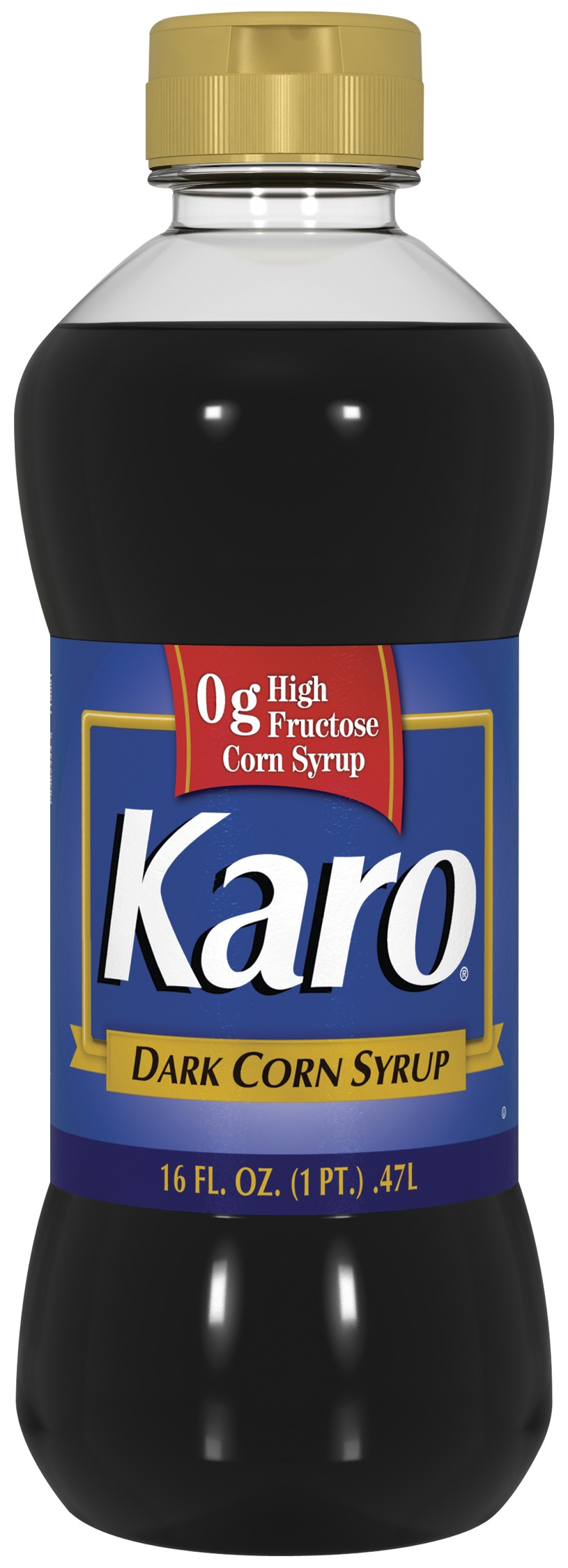
다크 콘 시럽.

옥수수 시럽(영어: corn syrup)은 옥수수의 녹말로 만든 식용 시럽의 하나로, 등급에 따라 다양한 양의 말토스와 더 높은 수준의 소당류를 포함한다. 옥수수 시럽은 음식의 결을 부드럽게 하고 양을 더하며 당의 결정화를 막고 맛을 풍부하게 한다. 옥수수 시럽은 옥수수 시럽을 효소 처리시켜 더 높은 수준의 프럭토스를 포함한 감미료 화합물을 만들어내는 고과당 옥수수 시럽(HFCS)과는 구분한다.
더 넓은 뜻으로 쓰이는 용어인 글루코스 시럽은 옥수수 시럽과 동의어로 쓰이기도 하는데, 그 까닭은 글루코스 시럽은 미국에서 일반적으로 옥수수 녹말로 만들어지기 때문이다.

## 같이 보기
- 고과당 옥수수 시럽
- 옥수수 녹말

## 참조
1. ↑  Structure of the world starch market, European Commission - Directorate Agricultural and Rural development, Evaluation of the Community Policy for Starch and Starch Products, Final report 2002, Chapter 1, page 3
2. ↑  “Sugar Association Alternative Carbohydrate Sweeteners”. 2006년 9월 23일에 원본 문서에서 보존된 문서. 2006년 10월 25일에 확인함.